# Polisse
Polisse è un film del 2011, scritto, diretto e interpretato da Maïwenn, che racconta le vicende della squadra di protezione dei minori della polizia di Parigi.
Presentato in concorso al 64º Festival di Cannes, ha vinto il Premio della giuria. Ha ricevuto ben tredici candidature ai Premi César 2012, vincendo due premi, per la migliore promessa femminile (con Naidra Ayadi) e il miglior montaggio.

## Trama
Il film, crudo, racconta di una squadra di agenti della polizia di Parigi che si occupa della tutela di minori, esposti a vari tipi di violenze: abusi sessuali, induzione alla prostituzione, mancanza di alloggio ed istruzione. I poliziotti sono messi a dura prova dal loro lavoro: le quotidiane violenze che devono fronteggiare minano l'equilibrio degli agenti, che spesso non riescono a vivere serenamente le relazioni familiari e sociali della propria vita privata. Anche il clima all'interno della squadra ne risente: ci sono momenti di amicizia e vero cameratismo; relazioni sentimentali tra colleghi; discussioni e furiosi litigi.
La squadra deve faticosamente relazionarsi con gli altri reparti di polizia e con un superiore burocrate e distaccato. Melissa, una giovane fotografa, viene mandata ad affiancare gli agenti per documentarne il lavoro. Il suo arrivo cambia gli equilibri tra i colleghi: inizialmente osteggiata per il distacco con cui svolge il proprio lavoro di reporter, viene poi integrata sempre di più, fino ad instaurare una relazione con Fred. Ma insieme all'amore che nasce, la squadra è travolta dalla tragedia finale.

## Riconoscimenti
- Festival di Cannes 2011: Premio della giuria
- Premi César 2012
  - Migliore promessa femminile (Naidra Ayadi)
  - Miglior montaggio
  - Candidato per il miglior film
  - Candidato per il miglior regista
  - Candidato per la migliore attrice (Karin Viard e Marina Foïs)
  - Candidato per il migliore attore non protagonista (Nicolas Duvauchelle, Joeystarr e Frédéric Pierrot)
  - Candidato per la migliore attrice non protagonista (Karole Rocher)
  - Candidato per la migliore fotografia
  - Candidato per il miglior sonoro
- Premi Lumière 2012
  - Miglior regista
  - Candidato per la migliore sceneggiatura
  - Candidato per il miglior attore (Joeystarr)
  - Candidato per la miglior attrice (Karin Viard e Marina Foïs)